# Soda Water Cowboy
Pour les articles homonymes, voir Cowboy.
Pour plus de détails, voir Fiche technique et Distribution.
Soda Water Cowboy est un film américain réalisé par Richard Thorpe, sorti en 1927.

## Synopsis
Wally est licencié par son employeur car il passe son temps à lire des histoires de western au travail. Il monte alors dans un train de fret à destination de l'Ouest dans l'espoir d'une vie plus aventureuse. Il est jeté du train près du campement du Professeur Beerbum et de sa fille Zalla. Après avoir été nommé shérif-adjoint, il arrivera à capturer des bandits et à gagner le cœur de Zalla...

## Fiche technique
- Titre original : Soda Water Cowboy
- Réalisation : Richard Thorpe
- Scénario : Betty Burbridge
- Photographie : Ray Ries
- Production : Lester F. Scott Jr.
- Société de production : Action Pictures
- Société de distribution : Pathé Exchange
- Pays de production :  États-Unis
- Langue originale : anglais
- Format : noir et blanc — 35 mm — 1,37:1 — Film muet
- Genre : Western
- Durée : 5 bobines
- Date de sortie :
  - États-Unis : 25 septembre 1927

## Distribution
- Wally Wales : Wally
- Beryl Roberts : Mademoiselle Zalla
- J.P. Lockney : Professeur Beerbum
- Slim Whitaker : Ross
- Al Taylor : Joe